# Sandy (John Travolta)
"Sandy" is een nummer gezongen door John Travolta uit de film Grease uit 1978.

## Achtergrond
"Sandy" is geschreven door Screamin' Scott Simon van de Amerikaanse band Sha Na Na en Louis St. Louis. Het wordt gezongen door John Travolta in de rol van Danny Zuko.
"Sandy" was een van de nummers die geen onderdeel uitmaakte van de musical uit 1972 en speciaal geschreven is voor de film die zes jaar later uitkwam. Nieuwe uitvoeringen van de musical, zoals de versies die in Nederland en Vlaanderen zijn uitgevoerd, bevatten wel het nummer "Sandy".
Het nummer is een klaagzang van hoofdpersoon Danny Zuko, een lid van de T-Birds motorbende, die graag een relatie wil met Sandy, maar ermee worstelt dat dit niet bij het stoere imago van de T-Birds past. Hij hoopt dat de twee op een dag, na de middelbare school, zich uiteindelijk kunnen herenigen zonder die druk.
"Sandy" werd in 1978 in het Verenigd Koninkrijk als single uitgebracht door Midsong International en Polydor (het platenlabel waarbij Travolta als soloartiest onder contract stond; terwijl het sountrackalbum van de film via RSO Records uitgegeven werd). In Groot-Brittannië bereikte de single nummer 2 in de UK Singles Chart. Het werd van de eerste plaats gehouden door een andere single van de Grease- soundtrack, "Summer Nights". De top 10 werd ook behaald in Vlaanderen (#7), Ierland (#1) en Nederland (#6).

## NPO Radio 2 Top 2000
| Nummer met noteringen in de NPO Radio 2 Top 2000 | '00  | '01  |
| ------------------------------------------------ | ---- | ---- |
| Sandy (John Travolta)                            | 1739 | 1683 |

1. ↑  Een vetgedrukt getal geeft de hoogste notering aan.
2. ↑  2000 was het eerste jaar met een notering voor dit nummer.
3. ↑  Deze tabel is bijgewerkt tot en met de laatste editie (2024).